# 明托 (阿拉斯加州)
明托（英語：Minto）是位於美國阿拉斯加州育空-科尤庫克人口普查區的一個人口普查指定地區。根據2010年美國人口普查，該地人口為210人，而該地的面積約為359.00平方千米。

## 地理
明托的座標為65°09′28″N 149°22′12″W / 65.15778°N 149.37000°W，而該地的平均海拔高度為119米（即391英尺）。